# Wulkenzin
Wulkenzin település Németországban, Mecklenburg-Elő-Pomeránia tartományban. Lakosainak száma 1533 fő (2023. december 31.).

## Népesség
A település népességének változása:
| Lakosok száma | 1491 | 1551 | 1561 | 1508 | 1508 | 1533 |
|               | 2015 | 2017 | 2019 | 2021 | 2022 | 2023 |